# Гафир
Га́фир (араб. غافر — Прощающий) — сороковая сура Корана. Сура мекканская.  Состоит из 85 аятов.

## Содержание
Сура начинается так же, как и многие другие суры, с двух букв арабского алфавита. В начале суры говорится о большом значении Корана, ниспосланного от Аллаха Могущественного, Знающего, прощающего грехи и принимающего покаяние раскаявшихся, строгого в наказании, щедрого в благах и милости. В конце суры — призыв к людям, чтобы, ступая по земле, они смотрели на то, что случилось с народами, бывшими до них, вследствие гордыни и надменности.

Ха. Мим. ۝ Писание ниспослано от Аллаха Могущественного, Знающего, ۝ Прощающего грехи, Принимающего покаяния, Сурового в наказании, Обладающего милостью. Нет божества, кроме Него, и к Нему предстоит прибытие. ۝ Знамения Аллаха оспаривают только неверующие. Пусть не обольщает тебя то, как они мечутся на земле. ۝ До них сочли лжецами посланников народ Нуха (Ноя) и соумышленники после них. Каждый народ намеревался схватить своего посланника. Они спорили, прибегая ко лжи, чтобы опровергнуть ею истину. Но Я схватил их, и каким же было Моё наказание! ۝ Так сбылось Слово твоего Господа относительно того, что неверующие окажутся обитателями Огня. 
—  40:1—6 (Кулиев)